# Кристиан IX
 За  граф на Олденбург-Делменхорст (1612–1647) вижте Кристиан IX фон Олденбург-Делменхорст.  
Кристиан IX е от 1863 крал на Дания и на готите, херцог на Шлезвиг, Холщайн, Щормарн, Дитмаршен, Лауенбург и Олденбург.

## Живот
Принц Кристиан е четвъртият син на херцог Фридрих Вилхелм фон Шлезвиг-Холщайн-Зондербург-Глюксбург (1785 – 1831) и жена му принцеса Луиза Каролина фон Хесен-Касел (1789 – 1867), дъщеря на ландграф Карл фон Хесен-Касел и принцеса Луиза Датска.
На 26 май 1842 в замъка Амалиенборг се жени за братовчедка си принцеса Луиза фон Хесен-Касел (1817 – 1898). Най-големият му син Фридрих VIII се жени за принцеса Луиз, дъщеря на краля на Швеция Карл XV. Дъщеря му Александра Датска се омъжва за британския монарх Едуард VII като по-късно става кралица на Великобритания, императрица на Индия и датска принцеса. Дъщеря му Мария Фьодоровна (Дагмар Датска) се сгодява с Александър III (Русия), а дъщеря му Тира Датска за Ернст Аугуст фон Хановер. Вторият му син Георг I 1863 става крал на Гърция, а третият, Валдемар Датски под натиск отхвърля българския и норвежкия трон. Така датското семейство се разпростира в цяла Европа, а на Кристиан започват да казват „Свекър на Европа“.
На 15 ноември 1863 датският крал Фридрих VII умира и съгласно Лондонския протокол (1852) принц Кристиан го наследява и става крал Кристиан IX.

## Германо-датска война
Според Лондонския протокол от 1852 Дания е призната за обединена държава, но впоследствие се противопоставя на Прусия и Австрия по въпроса за притежанието на херцогствата Шлезвиг, Холщайн и Лауенбург. Официално Германо-датската война започва на 1 февруари 1864 г. Дания губи войната и в мирния договор, подписан във Виена, Кристиан IX е задължен да отстъпи херцогствата на Германския съюз. Така Шлезвиг става част от Прусия и през 1867 заедно с Холщайн образува пруската провинция Шлезвиг-Холщайн. Населението на Шлезвиг тогава е главно от датчани, които са подложени на множество репресии от пруската власт, но надеждите за обединение с Дания остават живи.
През 1906 Кристиан IX, на възраст 88 години, умира и неговият 63-годишен син Фридрих (VIII) се възкачва на датския престол.